# Фармерс (Кентуккі)
Фармерс (англ. Farmers) — переписна місцевість (CDP) в США, в окрузі Роуен штату Кентуккі. Населення — 243 особи (2020).

## Географія
Фармерс розташований за координатами 38°8′18″ пн. ш. 83°32′39″ зх. д. / 38.13833° пн. ш. 83.54417° зх. д. (38.138320, -83.544186).  За даними Бюро перепису населення США в 2010 році переписна місцевість мала площу 2,22 км², з яких 2,21 км² — суходіл та 0,01 км² — водойми.

## Демографія
Згідно з переписом 2010 року, у переписній місцевості мешкали 284 особи в 108 домогосподарствах у складі 77 родин. Густота населення становила 128 осіб/км².  Було 132 помешкання (59/км²).
Расовий склад населення:
| - 96,8 % — білих - 1,1 % — чорних або афроамериканців |

До двох чи більше рас належало 1,4 %. Частка іспаномовних становила 2,1 % від усіх жителів.
За віковим діапазоном населення розподілялося таким чином: 28,5 % — особи молодші 18 років, 63,0 % — особи у віці 18—64 років, 8,5 % — особи у віці 65 років та старші. Медіана віку мешканця становила 31,2 року. На 100 осіб жіночої статі у переписній місцевості припадало 102,9 чоловіків;  на 100 жінок у віці від 18 років та старших — 99,0 чоловіків також старших 18 років.
Цивільне працевлаштоване населення становило 78 осіб. Основні галузі зайнятості: будівництво — 37,2 %, виробництво — 33,3 %, мистецтво, розваги та відпочинок — 29,5 %.